# Fear No Darkness, Promised Child
"Fear No Darkness, Promised Child" är en sång av den svenske indierockartisten Timo Räisänen från 2006. Låten utgör spår nummer tre på dennes andra studioalbum I'm Indian (2006), men utgavs också som singel samma år.

## Låtlista
1. "Fear No Darkness, Promised Child" (Timo Räisänen)
2. "Without You" (Pete Ham, Tom Evans)

## Listplaceringar
| Lista (2006) | Topplacering |
| ------------ | ------------ |
| Sverige      | 15           |

### Fotnoter
1. ↑  ”Timo Räisänen”. Svensk mediedatabas. http://smdb.kb.se/catalog/search?q=Timo+R%C3%A4is%C3%A4nen+typ%3Afonogram&sort=OLDEST. Läst 17 juni 2012.[död länk]
2. ↑  Listplacering